# Относително тегло и плътност на минералите
Плътността и относителното тегло, които понякога се ползват като синоними, при минералите имат различни значения и не трябва да се бъркат.

## Относително тегло на минералите
Относителното тегло на минералите се определя от отношението между плътността на минерала и плътността на водата при температура от 4 °C. Тя е безразмерна величина и се отбелязва с буквата G, а формулата за получаването му е:
{\displaystyle \operatorname {G} ={\frac {p}{p-p_{1}}}}
p – теглото на минерала във въздушна среда

p1 – теглото му във водна среда

p-p1 – теглото на изместената от минерала вода.
Относителното тегло на минералите зависи освен от химичния състав и от тяхната кристална структура. Това най-добре може да се забележи при сравняване на изоструктурни минерали, които имат атоми с различна атомна маса. При заместване на по-леките атоми с по-тежи, относителното тегло се увеличава. Това лесно може да се проследи със следния пример:
- Калцит – CaCO3 – 2,71 относително тегло (атомна маса на калция 40,078 u)
- Сидерит – FeCO3 – 3,96 относително тегло (атомна маса на желязото – 55,845 u)
- Смитсонит – ZnCO3 – 4,13 относително тегло (атомна маса на цинка – 65,39 u)
- Отавит – CdCO3 – 4,96 относително тегло (атомна маса на кадмия – 112,411 u)

В зависимост от относителното им тегло минералите се разделят на следните две групи:
- Леки – с относително тегло до 3,5. Такива са повечето силикати, борати, фосфати, сулфати, карбонати и нитрати.
- Тежки – с относително тегло от 4 до 10. Към тази група спадат сулфидите, оксидите и повечето самородни елементи. Обикновено това са желязосъдържащи тъмнооцветени минерали. Някои светли минерали също могат да имат високо относително тегло, например барит, който съдържа барий, церусит, съдържащ олово и др.

## Опаковъчен индекс (коефициент на плътност на опаковката)
Въпреки че обикновено при изоструктурните минерали с увеличаване на атомната маса на катионите се увеличава и относителното им тегло, има и изключения. Например халитът (NaCl) има относително тегло 2,16, при атомна маса на натрия 23,00. А относителното тегло на силвина (KCl) е 1,98 при атомна маса на калия 39,1. Тази привидна аномалия се дължи на разликата в опаковката на атомите в двете кристални структури, която е по-плътна при NaCl.
Мярката за плътността на една кристална структура се нарича коефициент на плътност на опаковката или опаковъчен индекс, бележи се с pi и показва плътността на кристалната решетка. Определя се от отношението на обема на атомите или йоните на минерала към обема на елементарната му клетка, умножен по 10. В разгледания случай опаковъчният индекс за халита е 6,4, а за силвина – 5,6.
Опаковъчният индекс и респективно относителното тегло могат за бъдат променени при промяна в координацията на известни атоми в състава на минералите, т.е. при промяна на координационните им числа. Например бромаргитът (AgBr) има относително тегло 5,9, а йодаргитът (AgJ) – 5,6. Разликата в този случай се дължи на различната координация на сребърните атоми в двата минерала. При бромаргитът те са октаедрично координирани с координационно число 6, а при йодаргита – координацията им е тетраедрична с координационно число 4.

## Измерване на относителното тегло
Относителното тегло може да се измерва с помощта на хидростатични везни, чрез пикнометър или при потапяне в т.нар. тежки течности. Тежките течности са течности, подбрани с точно определена и известна висока плътност. Най-често употребявани са течността на Клеричи и течността на Туле. Течности с междинни стойности на плътността се получават чрез смесването им с ацетонили, чрез разреждане с бензол, алкохол или бензин, в зависимост от вида на течността.

## Практическо приложение
Различното относително тегло на минералите се използва при тяхното диагностициране, за механично разделяне на минерални смеси, при флотационните процеси и др. Например Шлиховият метод се базира на разделяне на леките фракции на минералите от по-тежките. Разделянето на минералите в природата се осъществява от повърхностните води, които обогатяват пясъците с тежки минерали като самородно злато и платина, магнетит, циркон и др. Те се отлагат по-бързо, а леките минерали се отнасят на по-далечни разстояния.

## Плътност на минералите
Под плътност на минералите се разбира стойността на масата им в единица обем. Представлява отношението на масата на минерала (m) към неговия обем (v) при температура от 20 °C. Бележи се с D и се измерва в g/cm3. Получава се по формулата
{\displaystyle \operatorname {D} ={\frac {m}{v}}}
Може да бъде изчислена, ако химичният състав и структурата на минерала са добре познати чрез формулата:
{\displaystyle \operatorname {D} ={\frac {ZM}{NV}}}
Z – съдържание на елементарната клетка

M – формулна маса в грамове

N – число на Авогадро

V – обем на елементарната клетка